# でもしか先生
でもしか先生（でもしかせんせい）とは、日本各地において学校の教師が不足していた第二次大戦終結から高度経済成長期（おおむね1950年代から1970年代）に教師の採用枠が急増し、教師の志願者のほとんどが容易に就職できた時代に、他にやりたい仕事がないから「先生でもやろう」あるいは特別な技能がないから「先生にしかなれない」などといった消極的な動機から教師の職に就いた、無気力で不活発な教師に対する蔑称である。文部科学省中央教育審議会の会議等においても用いられている。
元々は、1950年代から1960年代前半にかけて、本来の職務である学校の授業を二の次にして勤評闘争や安保闘争などの組合活動に熱中していた教師を「デモしかしない先生」と呼んで揶揄した「デモしか先生」が本来の用法であったが、高度経済成長以後の社会の変化と共に言葉の意味が変化した。いずれにせよ、教壇を軽んじる態度の教師に対する皮肉・蔑称であることには変わりない。
高度経済成長が終わり、とりわけ冷戦が終わって第2次ベビーブーム世代の学齢期も過ぎた1990年代以降は、日本国内の経済の低迷や少子化に伴って、学校の教師の採用枠は激減し、教師の採用試験は競争率の高い狭き門となっているため、現在では「でもしか先生」という語が日常使われることはほとんどなくなっていたが、2020年代以降、長時間労働や保護者や生徒の対応、部活動の顧問の大変さが明るみに出たことで教職の人気が低下したこと、多くのでもしか先生が定年退職を迎え採用人数が増えたことで、教員採用試験の倍率が下がり教員の質が下がり、第二のでもしか先生が誕生するのではないかとの意見がある。
同様の意味ででもしか公務員と呼ばれる層も存在した。また、でもしかという表現自体、採用のハードルの低い職種全般に当てはまる傾向にある。